# 山田隆夫
山田 隆夫（やまだ たかお、芸名：山田 たかお、高座名：鈴々舎 鈴丸〈れいれいしゃ すずまる〉、1956年〈昭和31年〉8月23日 - ）は、日本のタレント、シンガーソングライター、落語家、俳優、6代目座布団運び。5代目鈴々舎馬風門下でもある。東京都江東区深川出身。親類は、山田純大、杉良太郎（山田勝啓）がいる。

## 来歴・人物

### 生い立ち
1956年8月23日、東京都江東区で生まれ育つ。6人兄弟姉妹の末っ子として誕生する。幼少期、材木問屋の実家が詐欺に遭い全財産を失う。それにより両親がいつも暗い顔をしていたので、山田は落語で両親を心から笑わせたいと思うようになり、これが落語に興味を持つきっかけになった。
渋谷区猿楽小学校時代には学芸会で演目に参加して人気があった。10歳の時、フジテレビの『ちびっこのどじまん』でデビュー。番組の審査員に声をかけられ、NHKの歌番組に出演。さらに、その様子を目にした脚本家に見初められ『劇団ひまわり』に所属。その後複数の番組に出演し、1970年からは日本テレビの『笑点』の「ちびっ子大喜利」にレギュラー出演した。

### ずうとるび
「ちびっ子大喜利」の座布団10枚獲得記念賞品がレコードデビューだったことから、1973年にずうとるびを結成し、歌手デビューを果たす。ずうとるび在籍時代には歌手として、第26回NHK紅白歌合戦に出場。その後（1975年3月）日本大学豊山高等学校を卒業する。
1977年、結婚を機にずうとるびを脱退。建前上は結婚のため脱退となっているが、実際はこの頃ずうとるびの音楽的方向性の考え方の相違から、当時は他のメンバーと険悪な状態になっており、山田自身の意思による脱退だった（しかし、山田はメンバーらと後に和解し、2020年再結成に至っている）。
ずうとるび脱退以降は俳優に主軸を置いた活動となるが、脱退と同時にずうとるびとして出演していた番組を軒並み降板することになった。そのため仕事の数が急激に減り、当時すでに所有していたマンションが主な収入源となる時期があった。このときの出演番組のひとつにNHKの子供向け番組『おかあさんといっしょ』があり、毎週土曜日に放送されていたコーナー『どんどんどん』のお兄さんを1980年度の1年間務めた。この間、17歳でプロボクサーのライセンス（プロボクシングC級ライセンス）を取得した。

### 俳優活動
俳優としても活動しており、多数のテレビドラマや映画に出演している。1987年にアメリカ映画『太陽の帝国』（スティーヴン・スピルバーグ監督）に出演、オーディションにより決定したがその際には「キリストのお墓が日本のお寺にあるって聞いて、実際にそのお寺に行ってお坊さんに『本当にお墓はあるの?』って聞いたら、お坊さんが言ったんです。『イエス、イエス』」というギャグを披露し合格した。また、これに伴い山田は役作りのために坊主頭になっている。その時期、警察署の一日署長を務めたことがあり、その写真が笑点40周年記念本に収録されている。
この演技が認められ、『ミスター・ベースボール』に通訳の役で出演が内定。山田自身も出演を公表していたものの、後に出演が取りやめとなった。

## 『笑点』の「座布団運び」として
1984年10月7日から松崎真の後任として、『笑点』大喜利での6代目座布団運び役に就任。山田は前述の通り以前『笑点』の「ちびっ子大喜利」に出演していたことから、事実上番組に復帰した形となる。これまで座布団運びを務めてきた人は体格の良い者が多かったが、「重い座布団をちっちゃいのが運んだらおもしろいんじゃないか」という5代目三遊亭圓楽と番組プロデューサーのアイデアで、岐路に立っていた山田に白羽の矢が立った。山田の色紋付は当初赤紫だったが、1年後朱色（番組では赤と扱われることが多い）に変わる。定紋は『剣かたばみ』。
年齢的にはベテランながらいつまでも下働き的な役目をしていることから、回答者からしばしば「今日(今週)限りで番組卒業・クビ」「来週からは新座布団運びが登場」「あんな仕事は誰でもできる」「山田の挨拶はつまらん」「いい加減辞めてほしい」「山田、座布団運び卒業するってよ」「じゃま田隆夫」などと罵倒されることが多く、これに反発して回答者を突き飛ばす(突き飛ばした直後に文句を言う時もある。)など荒いやり方で座布団を没収する。罵倒されなくてもごく稀に突き飛ばして座布団を没収することもある。これは、目立たなくなりがちな座布団運びを番組に絡ませようという5代目三遊亭圓楽の提案が元で始まった。山田の罵倒ネタは林家たい平を中心に、かつては林家こん平、6代目三遊亭円楽（楽太郎）、桂歌丸なども多用していた。座布団の没収に関して5代目圓楽からは「山田君に任せます」と言われたり罵倒した回答者を嗜めるなどこの行為を黙認されていたが、歌丸や昇太からは奪った枚数+1枚（稀に2枚以上）を与えるように指示されることが多くなった。また、歌丸司会就任以降は、冒頭の挨拶の際に司会者から「○○な座布団運びのご挨拶からどうぞ」と、ほぼ毎回貶した形で紹介をされている。歌丸司会時代、歌丸がメンバーの山田罵倒回答にほぼ座布団をあげており、自身への罵倒回答に座布団をあげる様指示を出された時は小声で「何で？」等不満を漏らしていた。昇太司会就任以降は、暴力による笑いが受け入れられ難くなってきた世間の風向きや山田当人も高齢となり派手な動きが難しくなってきたこともあってか突き飛ばしたり蹴ったり等して無理に座布団を取り上げることは減り、罵倒されると舞台袖から出てきて泣き真似をしながら戻るといった風なやり取りが多くなっている。
子作りネタでいじられ、5代目圓楽からは「動くバイアグラ」と言われた事がある。
昇太の司会就任以降は、宮治や六代目円楽の後任として加入した春風亭一之輔から、「楽屋の弁当を盗んだ」などと弄られることがある。
芸歴上は、林家木久扇の卒業を期に全員が後輩になったが、メンバーからは「山田くん」と呼ばれている。2010年ごろからパーマをかけた独特の髪形にしており、これも「人間の髪型じゃない」「爆発に巻き込まれた人」などといじられることがあるほか、歌丸からは「カビの生えたような頭を直しなさい」と苦言を呈されている。
2024年後半ごろからは、ぱっつん前髪がおでこに張り付いて長い後ろ髪にパーマがかかった「聖子ちゃんカット」に近い髪形になり、冒頭の挨拶の際に昇太から「名前より髪型が気になるこの方のご挨拶です」と弄られ、別の収録では昇太に加えて宮治からも「富士宮焼きそば」と弄られていた。
江戸川区在住時代は5代目圓楽から「江戸川のスター」と紹介されることが多かったが、東京都の区画整備により高圧鉄塔が建つために立ち退き、横浜市に引っ越した。新居落成時には、番組でメンバーのお宅訪問が行われた。山田本人はこの邸宅を「座布団御殿」と呼んでいる。また、細木数子からの助言を受けて、2011年には東京都江東区にマンションを建設したが、2023年にそのマンションが再開発の対象区域となり、国から売却を求められたため、多額の利益を得たことを明らかにしている。
5代目圓楽は山田の背が低いことから「山椒は小粒でもピリリと辛い」「総身が知恵」と紹介したこともあった。
なお、笑点には座布団係に徹するために本名で出演しているが、鈴々舎馬風に入門し、落語家として「鈴々舎鈴丸」という名を持っている。入門のきっかけは笑点の座布団運びになったことで、落語での世界のしきたり・作法や立ち居振る舞いなどを勉強する意味で、落語家修行を始めたものである。番組内では時折「大喜利メンバー入り」の意思を宣言しており、稀に大喜利で回答することもあるため弟子入りしたとも考えられている。
1998年7月には自身が務めていた「大喜利」の座布団運びを若手大喜利のメンバーに任せることとなり休んだが、視聴者から苦情や抗議が殺到したことに加えて、五代目圓楽と歌丸を含めたメンバーからも「山田君を座布団運びに戻さないなら、笑点は他局でやる！」と要望したこともあって1か月ですぐに復帰した。
2020年5月17日放送分以降は新型コロナウイルスの流行の影響で、番組の収録形式がリモートに変更になったことに伴い、山田は出る幕がないことから不要不急として一時休演することになった。しかし視聴者から心配する声が相次いだことにより、6月14日以降は挨拶の時のみ電話音声やVTRで出演するようになり、8月23日放送の「チャリティー笑点」（生放送）からスタジオ出演に復帰している。

## エピソード
- ずうとるび時代、自ら作詞、作曲を手掛けた作品を多く残している。
- 部員として林家こん平が監督するらくご卓球クラブに所属[1]。世界ベテラン卓球選手権に出場して公式戦で2勝する経験を持つ[3]。
- 結婚歴は2回。元妻・吉川桂子との間に娘2人、1985年に再婚した現在の妻との間に息子と娘1人ずつがいる[注 9]。そのため2000年代初頭までは『笑点』内で「子作りのことしか考えていない」「誰の子供だかわからない」などと子作りネタで罵倒されることが多かった[注 10]ほか、山田自らも「子作り名人」と挨拶で使うこともあった[注 11]。また元妻・吉川との結婚式は、当時東京12チャンネルでMCを務めていた『対決!スーパーカークイズ』内で行われた。元妻と現在の妻は漢字は違うものの、同じ「けいこ」という名である。『笑点』公式サイト上の用語集によると、元妻が「桂子」、現妻が「恵子」と表記されている。
- 認知症を患う母親をアパートに住まわせていたが、諸般の事情から母親の看護は姉に全て任せたため、母親が亡くなるまで山田自身は一度として見舞いに訪れなかったという。「笑点」の大喜利で（山田を挑発した）たい平を突き飛ばして自らの小指の靱帯を切った際、嫌な予感がしたと思ったら、そのとき母親が危篤状態で、そのまま息を引き取ったと笑点オフィシャル本の中で語っており、「身体を休めなさい」という母親からのメッセージが、小指の靱帯を切ったという形で現れたのではないかと本人は語っている。
- 以前、立川志の輔とともにペヤングソースやきそばのCMに出演した際、まるか食品からカップ焼きそばを段ボールで1年分贈られており、そのカップ焼きそばのファンでもある六代目三遊亭円楽から「分けてくれ」とせがまれた時期がある。
- 「笑点」大喜利コーナーで運んでいる座布団は1枚3kg以上あり、ぎっくり腰を何度もやっている。そのため、日頃からジムで筋トレをしていると語っている[11]。
- 1985年8月12日、当時の笑点メンバー（5代目三遊亭圓楽、桂歌丸、林家こん平、初代林家木久蔵（現在は林家木久扇）、三遊亭小遊三、三遊亭楽太郎（後の6代目三遊亭円楽）、古今亭朝次（後の7代目桂才賀））とともに翌日の阿波踊りに参加するべく徳島入りの予定だったが、当初予約した徳島空港行きに使われる航空機が遅延した上に同空港の悪天候により条件運行となったため、徳島行きの便の1つ後に出発する日本航空123便[注 12]に搭乗し神戸から船で移動する案が出された[注 13]。しかし、こん平が「いいじゃないかい、決まった便でゆったり行こうよ、きっと徳島空港に着陸できるよ」と提案したために当初の予定通り徳島行きの便に搭乗し、123便の墜落事故を逃れた。墜落事故については宿泊先のホテルへタクシーで移動中に知ったという[12]。

## 出演

### ドラマ
- 明るいなかま（NHK教育 道徳番組）
- 右門捕物帖（1969年、日本テレビ）
- 天下御免（1971年、NHK総合）
- 赤ひげ 第8話「霜夜」（1972年12月1日、NHK総合）
- おやじ山脈（1972年、TBS）
- 刑事くん 第2シリーズ 第20話「瞼の母は夕焼け空」（1973年） - 伊達タカシ 役
- 夕ばえ作戦（NHK少年ドラマシリーズ、ずうとるびの仲間、今村良樹も共演）
- 顔で笑って 第16話「どうする？娘の初恋」（1974年、TBS / 大映テレビ）
- おおヒバリ!（1977年 - 1978年、TBS）
- 必殺仕事人（1979年、朝日放送） - 半吉 役
- ライオン奥様劇場 母さんの愛が聞こえる（1979年、フジテレビ/C.A.L） - 松山五郎 役
- 噂の刑事トミーとマツ（TBS/大映テレビ）
  - 第1シリーズ 第7話「あぁ煙突のてっぺんで」（1979年） - 水上オサム 役
  - 第1シリーズ 第32話「ああトミマツの四回戦ボーイ」（1980年） - ライオン川口 役
  - 第2シリーズ 第4話「トミー失神! マツの死を呼ぶ警察手帳」（1982年）- 中山三郎 役
- 大江戸捜査網  第3シリーズ（1980年、東京12チャンネル/三船プロダクション） - 小者、御用聞き 千代松親分[13] 役（第432話 - 第498話）
- スーパー戦隊シリーズ（テレビ朝日/東映）
  - 電子戦隊デンジマン 第30話「消えた盗んだ出た」（1980年） - サブ 役
  - 太陽戦隊サンバルカン（1981年 - 1982年） - 矢沢助八 役（第23話 - 第50話）
- 二百三高地 愛は死にますか（1981年、TBS/東映） - 木下九市 役
- 秘密のデカちゃん 第4話「ヤバイ!愛妻宣言が録音された」（1981年、TBS/大映テレビ） - 鬼沢岩太 役
- 意地悪ばあさん 第16話「スリにご用心の巻」（1982年、フジテレビ/テレパック） - 源次 役
- 鬼平犯科帳 第3シリーズ 第20話「市松小僧」（1982年、テレビ朝日/東宝） - 又吉 役
- ハウスこども劇場 第18話「五年二組の宿題戦争」（1982年7月20日、テレビ朝日）
- あゝ野麦峠（TBS） - 清太郎 役
- 思えば遠くへ来たもんだ（TBS） - 黒須昭一 役
- 木曜ゴールデンドラマ（読売テレビ）
  - 「遅れてきた年賀状」（1985年）
  - 「稚い殺意」（1985年）
- 気分は名探偵 第23話「探偵事務所は大騒動!?」（1985年、日本テレビ/ユニオン映画）
- あぶない刑事 第2話「救出」（1986年、日本テレビ/セントラルアーツ） - 依田 役
- 暴れん坊将軍II 第179話「箱根八里の鬼退治!」（1986年、テレビ朝日/東映） - 伊之助 役
- 名奉行 遠山の金さん 第2シリーズ 第6話「甘い囁きは女の敵」（1989年、テレビ朝日/東映） - 幸吉 役
- 三匹が斬る!（テレビ朝日/東映）
  - また又・三匹が斬る! 第19話「さすらいの、姫君悲し鬼街道」（1991年） - 小平次 役
  - 新・三匹が斬る! 第14話「金儲けの、イロハ指南に賭けた首」（1992年） - 平吉 役
- 集団左遷!! 第1話（2019年4月21日、TBS） - 宅配業者 役

### 映画
- こちら葛飾区亀有公園前派出所（山口和彦監督）
- 沖縄10年戦争（松尾昭典監督）
- くるみ割り人形（サンリオ製作の人形アニメ、声の出演）
- 英霊たちの応援歌　最後の早慶戦（岡本喜八監督） - 明大落研の学生 役（劇中「まんじゅうこわい」を披露）
- 思えば遠くへ来たもんだ（朝間義隆監督）
- トロピカルミステリー 青春共和国（小原宏裕監督）
- キネマの天地（山田洋次監督）
- 太陽の帝国（スティーヴン・スピルバーグ監督） - 日本兵 役
- ぷりてぃ・ウーマン（渡邊孝好監督）
- 筆子・その愛 -天使のピアノ-（山田火砂子監督）

### 広告
- コンフェクショナリーコトブキ「かれん」（1989年・ナレーション）
- 大阪ガス「ぴこぴこ」（ガス警報器）・「天然ガス」・「安心システム」（1992年・ナレーション。関西ローカル）
- 味の素「ポテマヨ」（1995年・ナレーション）
- 中外製薬「新中外胃腸薬」（1996年・声の出演（胃袋役）。板東英二と共演）
- ユニ・チャーム「ムーニーマンハイハイ用」（2001年 - 2003年・ナレーション）
- 小学館「小学一年生」（2003年度・ナレーション）
- サントリー「BOSS贅沢微糖」（2010年）
- まるか食品「ペヤングソースやきそば」（2013年まで（開始時期不明）。立川志の輔と共演）

### バラエティ
- 学校そば屋テレビ局（TBS、ずうとるびの4人が中心になった公開型コメディ）
- 笑って!笑って!60分（TBS）
- 時間だヨ!アイドル登場（日本テレビ） - 降板したフィンガー5に代わりレギュラー出演
- 対決!スーパーカークイズ（東京12チャンネル、現在はテレビ東京） - 司会
- 笑点（1970年8月24日 - 1974年頃、1984年10月7日 - 、日本テレビ） - 『ちびっ子大喜利』レギュラー、座布団運び
  - BS笑点（BS日テレ） - 2006年5月27日・6月10日放送分にて、座布団運びを担当していたセイラが仕事上の都合で出演できなくなったため、代役で座布団運びを務めた。
- X年後の関係者たち～あのムーブメントの舞台裏～ - 2022年4月12日放送「スーパーカーブーム」の回に出演

### その他
- 晴ればれハローショッピング（独立UHF局ほか民放各局、吉村明宏の後継として出演中。共演はマッハ文朱）
- おかあさんといっしょ（NHK総合、1980年4月 - 1981年3月） - 『どんどんどん』のお兄さん
- 新桃太郎伝説 七夕の村は激戦区（スーパーファミコン用ゲームソフト「新桃太郎伝説」の予約特典のビデオ作品、1993年）
- KOWLOON'S GATE -九龍風水傳-（PlayStation用ゲームソフト、ハッカー役、1997年）

## ディスコグラフィ
- 僕はカウンタックマン/スーパーカーなーんちゃって（1978年4月）  - 東芝EMI
- 幸せのザブトン/なぜか埼玉（2001年11月21日） - 日本クラウン

## 著書
- ボクに運が巡ってくる55の理由 座布団運び山田くんの法則（廣済堂出版）　2012年（平成24年）5月25日発刊（企画・構成：今村良樹）